# Giải bóng đá hạng nhất quốc gia Bỉ 1900–01
Đây là thống kê của Giải bóng đá hạng nhất quốc gia Bỉ mùa giải 1900-01.

## Tổng quan
Mùa giải này chứng kiến hai bảng của các mùa giải trước hợp nhất lại thành một hạng đấu quốc gia.

Giải có sự tham gia của 9 đội, và Racing Club de Bruxelles giành chức vô địch.

## Bảng xếp hạng
| Vị thứ | Đội bóng                               | St | T  | H | B  | BT | BB | Đ  | HS  | Ghi chú |
| ------ | -------------------------------------- | -- | -- | - | -- | -- | -- | -- | --- | ------- |
| 1      | Racing Club de Bruxelles               | 16 | 10 | 6 | 0  | 44 | 11 | 26 | +33 |         |
| 2      | Beerschot A.C.                         | 16 | 11 | 3 | 2  | 47 | 21 | 25 | +26 |         |
| 3      | Léopold Club de Bruxelles              | 16 | 10 | 3 | 3  | 37 | 20 | 23 | +17 |         |
| 4      | Athletic and Running Club de Bruxelles | 16 | 7  | 4 | 5  | 39 | 26 | 18 | +13 |         |
| 5      | Skill F.C. de Bruxelles                | 16 | 5  | 3 | 8  | 36 | 30 | 13 | +6  |         |
| 6      | F.C. Liégeois                          | 16 | 5  | 3 | 8  | 21 | 29 | 13 | -8  |         |
| 7      | Verviers F.C.                          | 16 | 6  | 0 | 10 | 19 | 43 | 12 | -24 |         |
| 8      | F.C. Brugeois                          | 16 | 2  | 4 | 10 | 10 | 45 | 8  | -35 |         |
| 9      | C.S. Brugeois                          | 16 | 1  | 4 | 11 | 16 | 44 | 6  | -28 |         |